# Kretania obenbergeri
Kretania obenbergeri är en fjärilsart som beskrevs av Tronicek 1938. Kretania obenbergeri ingår i släktet Kretania och familjen juvelvingar. Inga underarter finns listade i Catalogue of Life.